# Doonside
Doonside är en del av en befolkad plats i Australien. Den ligger i kommunen Blacktown och delstaten New South Wales, i den sydöstra delen av landet, omkring 33 kilometer väster om delstatshuvudstaden Sydney. Antalet invånare är 13 031.
Runt Doonside är det mycket tätbefolkat, med 2 028 invånare per kvadratkilometer.. Närmaste större samhälle är Blacktown, nära Doonside. 
Runt Doonside är det i huvudsak tätbebyggt. Genomsnittlig årsnederbörd är 1 267 millimeter. Den regnigaste månaden är februari, med i genomsnitt 216 mm nederbörd, och den torraste är juli, med 25 mm nederbörd.